# Suseo (métro de Séoul)
Suseo (hangeul : 수서 ; hanja : 水西) st une station de correspondance entre la ligne 3 et la ligne Suin–Bundang du métro de Séoul. Elle est située au 270 Gwangpyeong-ro, quartier Suseo-dong, dans l'arrondissement de Gangnam-gu, au sud dans la ville de Séoul en Corée du Sud. La station du métro est en relation directe avec la gare de Suseo, desservie par le train à grande vitesse STR.
Ouverte en 1993 et devenue une station de correspondance en 1994, elle est desservie par les rames qui circulent sur la ligne 3 et la ligne Suin-Bundang.

## Situation sur le réseau

Plan du réseau (2023)

La station souterraine Suseo est une station de correspondance entre la ligne 3 et la ligne Suin–Bundang du métro de Séoul :
sur la ligne 3, elle est située entre la station Irwon, en direction du terminus nord-ouest Daehwa, et la station Marché de Garak, en direction du terminus sud-est Ogeum ;
sur la ligne Suin–Bundang, elle est située entre la station Daemosan, en direction du terminus nord Cheongnyangni, et la station Bokjeong en direction du terminus ouest Incheon.

## Histoire
La station de Suseo, nouveau terminus, est mise en service le 30 octobre 1993, lors de l'ouverture à l'exploitation de la section de la ligne 3 du métro de Séoul de Yangjae à Suseo, longue de 7,5 km. Elle devient une station de correspondance le 1er septembre 1994, lors de l'ouverture du service de la section, de 18,5 km, entre Suseo, nouveau terminus, et Ori sur la ligne Bundang,.
Elle devient une station de passage de la ligne Budang, lors de l'ouverture de la section de Suseo à Seolleung, le 3 septembre 2003, et elle devient une station de passage de la ligne 3 le 18 février 2010, lors de l'ouverture du prolongement de Suseo à Ogeum, long de 3 km,.
Le 12 septembre 2016 a lieu l'ouverture de la gare de Suseo et du passage souterrain permettant les correspondances avec le train STR
Elle est déjà une station de passage lors de la création de la ligne Suin–Bundang, le 12 septembre 2020, par la fusion de la ligne Bundang et de la ligne Suin, reliées par un nouveau tronçon complété par l'utilisation en commun d'un tronçon de la ligne 4 du métro de Séoul.

## Services aux voyageurs

### Accès et accueil
La station souterraine est située au 270 Gwangpyeong-ro, quartier Suseo-dong. Elle dispose de six bouches, numérotées de 1 à 6, situées de part et d'autre du carrefour entre la Bamgogae-ro et la Gwangpyeong-ro et une relation directe souterraine avec la gare éponyme. Elle dispose d'automates pour les titres de transports et de divers autres comoditées comme des toilettes. Des escaliers, escaliers mécaniques et ascenseurs permettent les circulations piétonnes entre la surface et les différents niveaux souterrains.

### Desserte

#### Station ligne 3
Suseo est desservie par les rames omnibus qui circulent sur la ligne 2. Elle dispose de deux quais latéraux équipés de portes palières.

Installations ligne 3
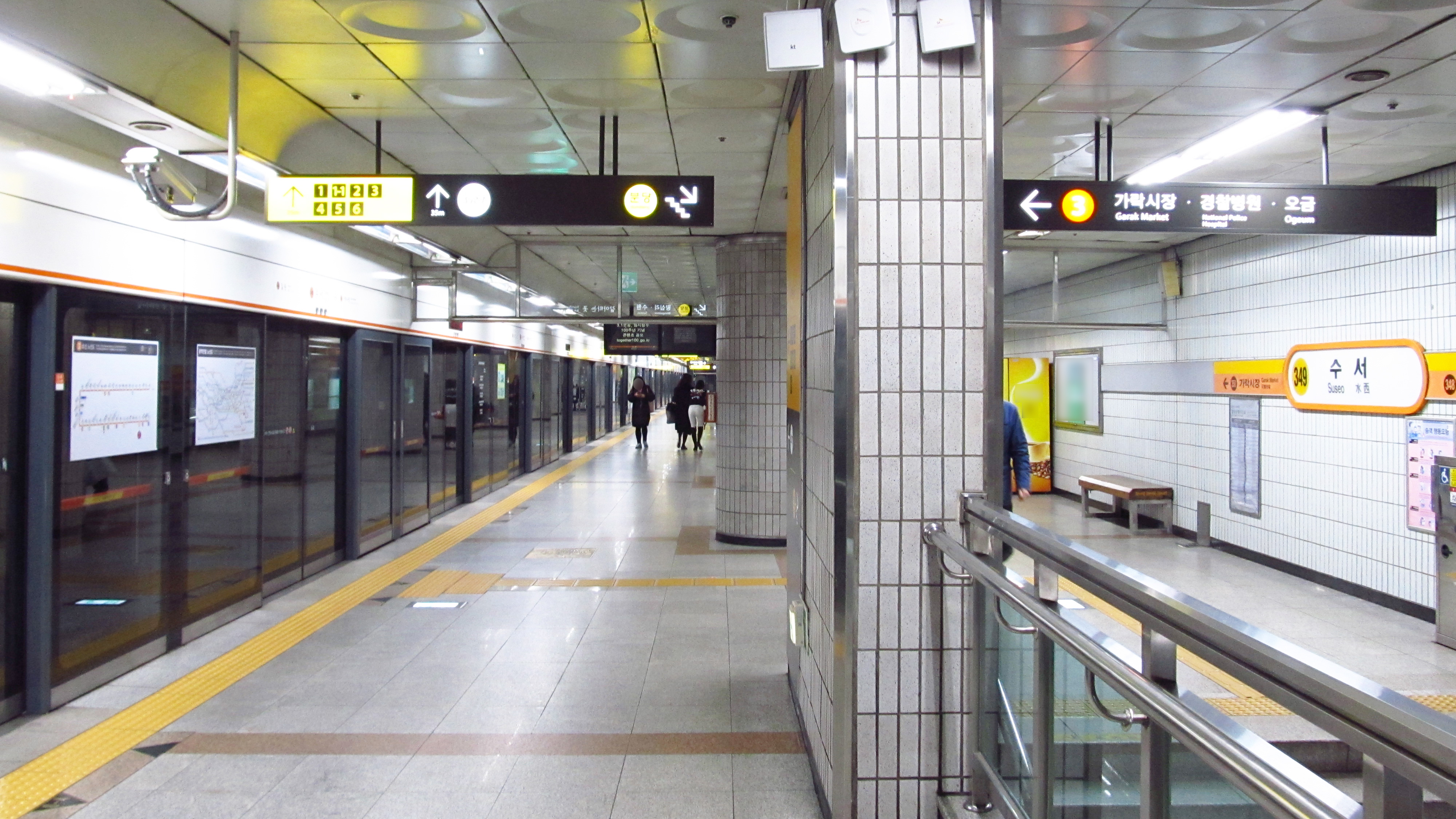
En 2018.
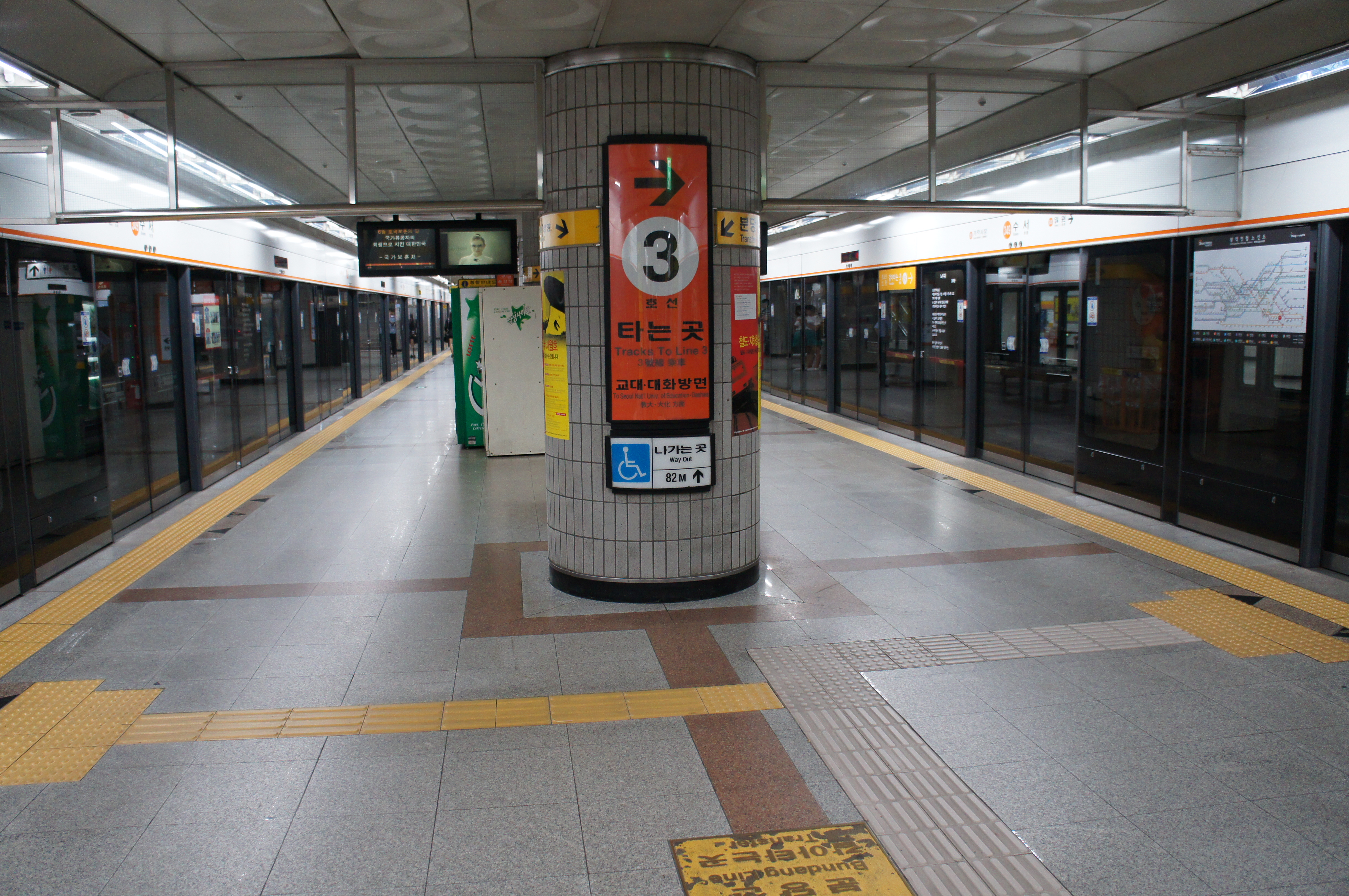
En 2014.
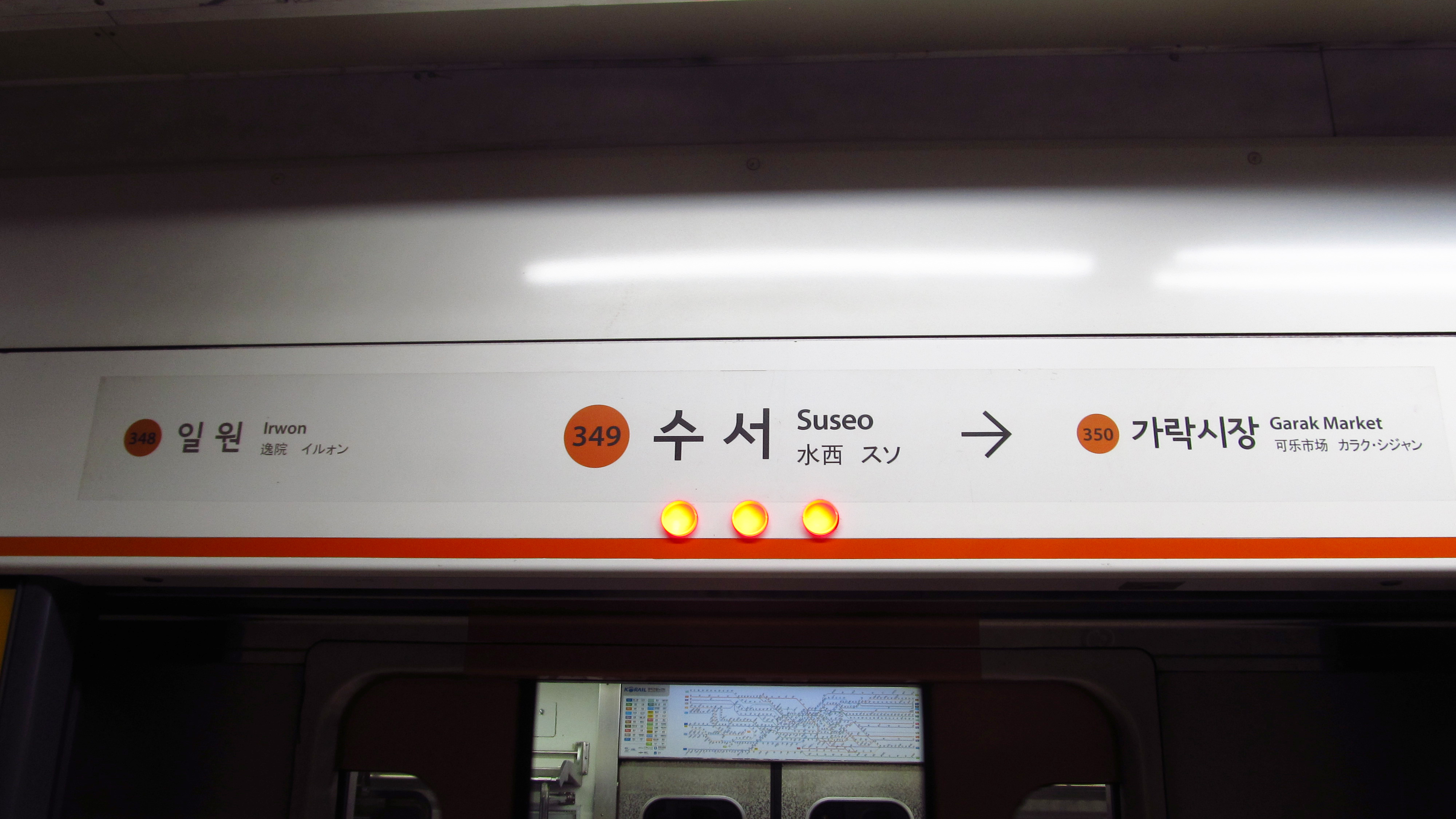
En 2018.

#### Station Suin–Bundang
Suseo est desservie par les rames omnibus qui circulent sur la ligne Suin–Bundang. Elle dispose de deux quais latéraux équipés de portes palières.

Installations ligne Suin–Bundang
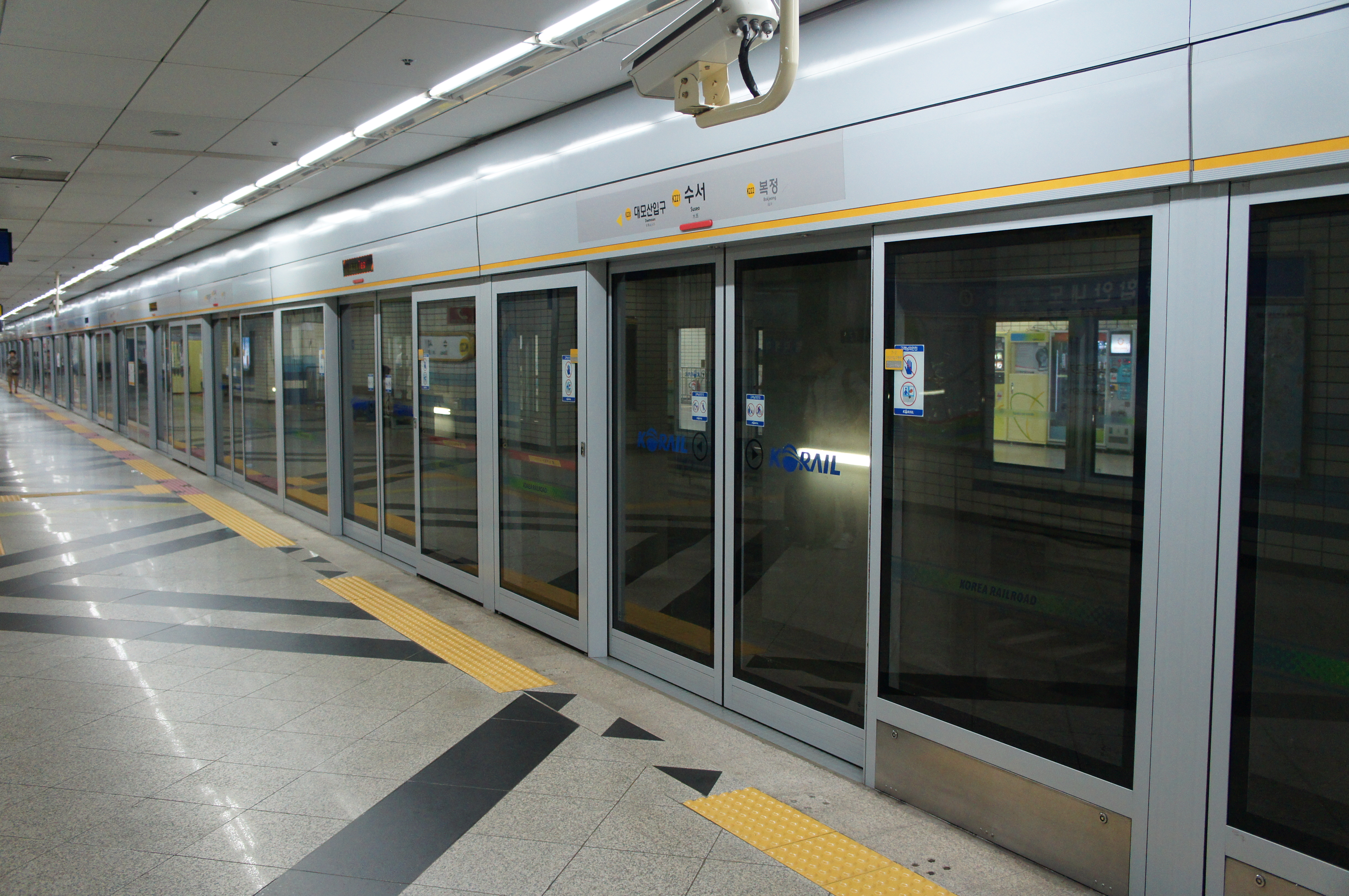
En 2014.
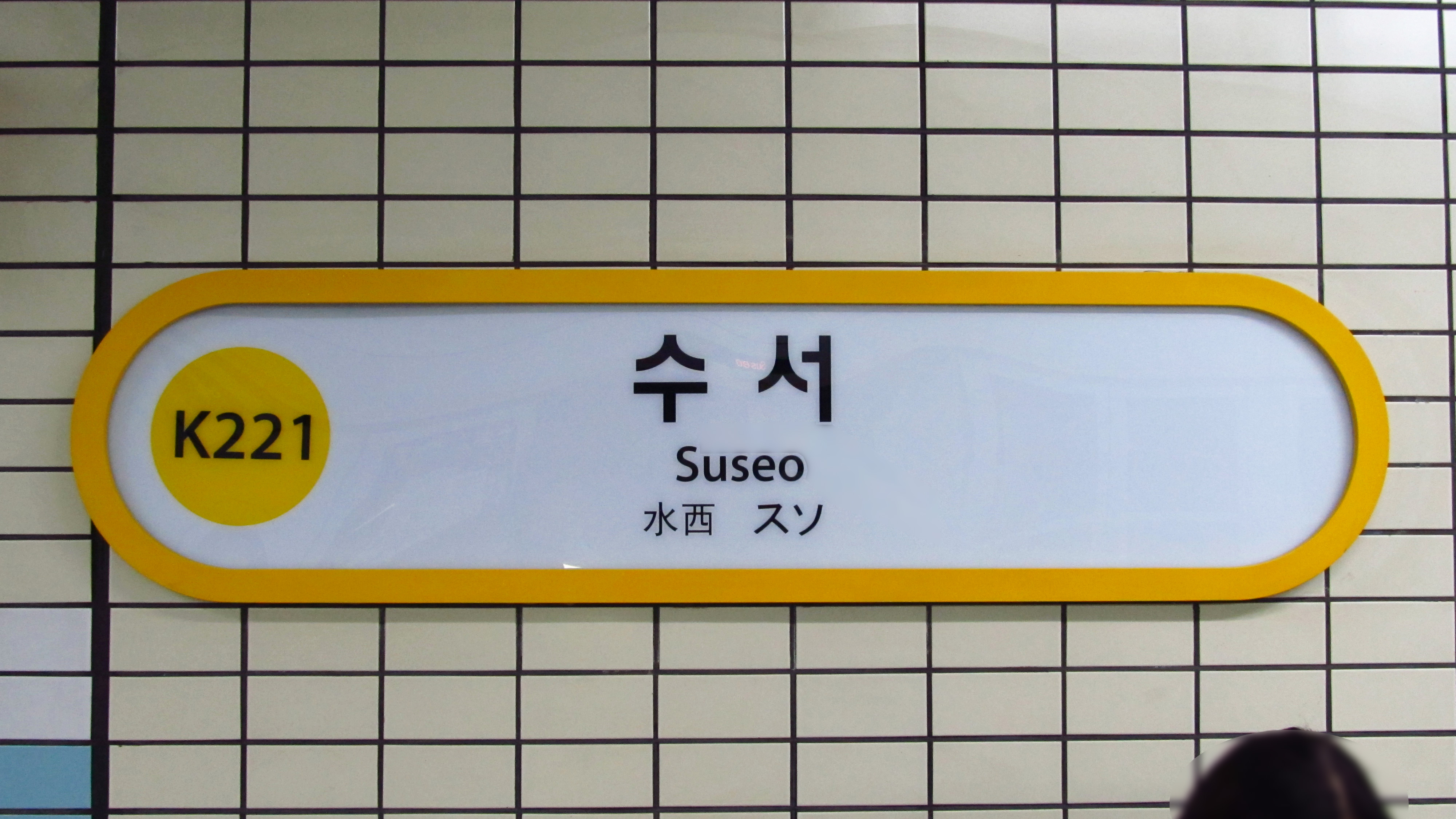
En 2018.
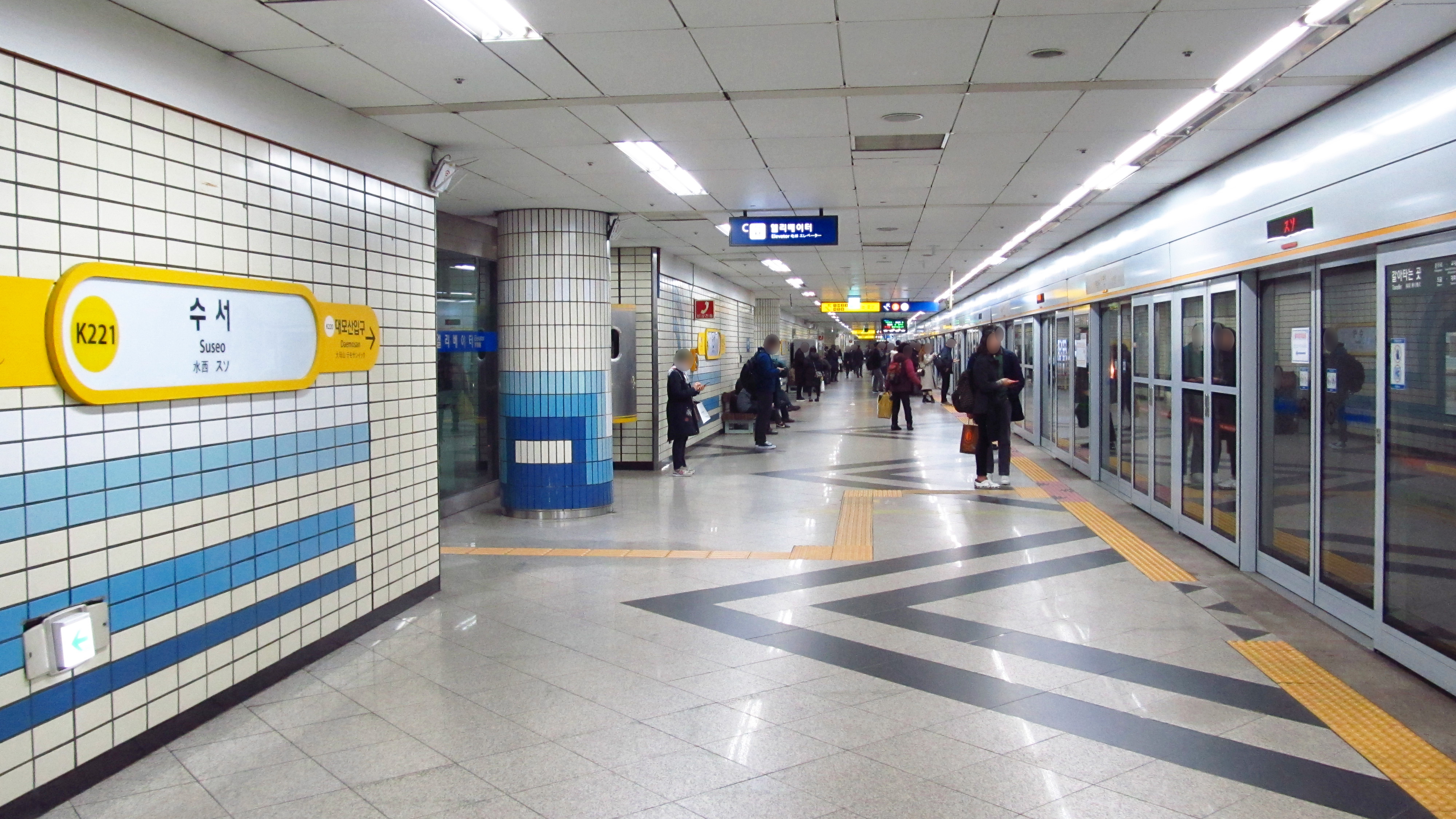
En 2018.

### Intermodalité
Un passage souterrain permet les échanges avec la gare de Suseo, desservie par la ligne à grande vitesse de Suseo à Pyeongtaek (en) où circule le Super Rapid Train (en) (STR), exploité par SR Corporation (en).

Gare de Suseo
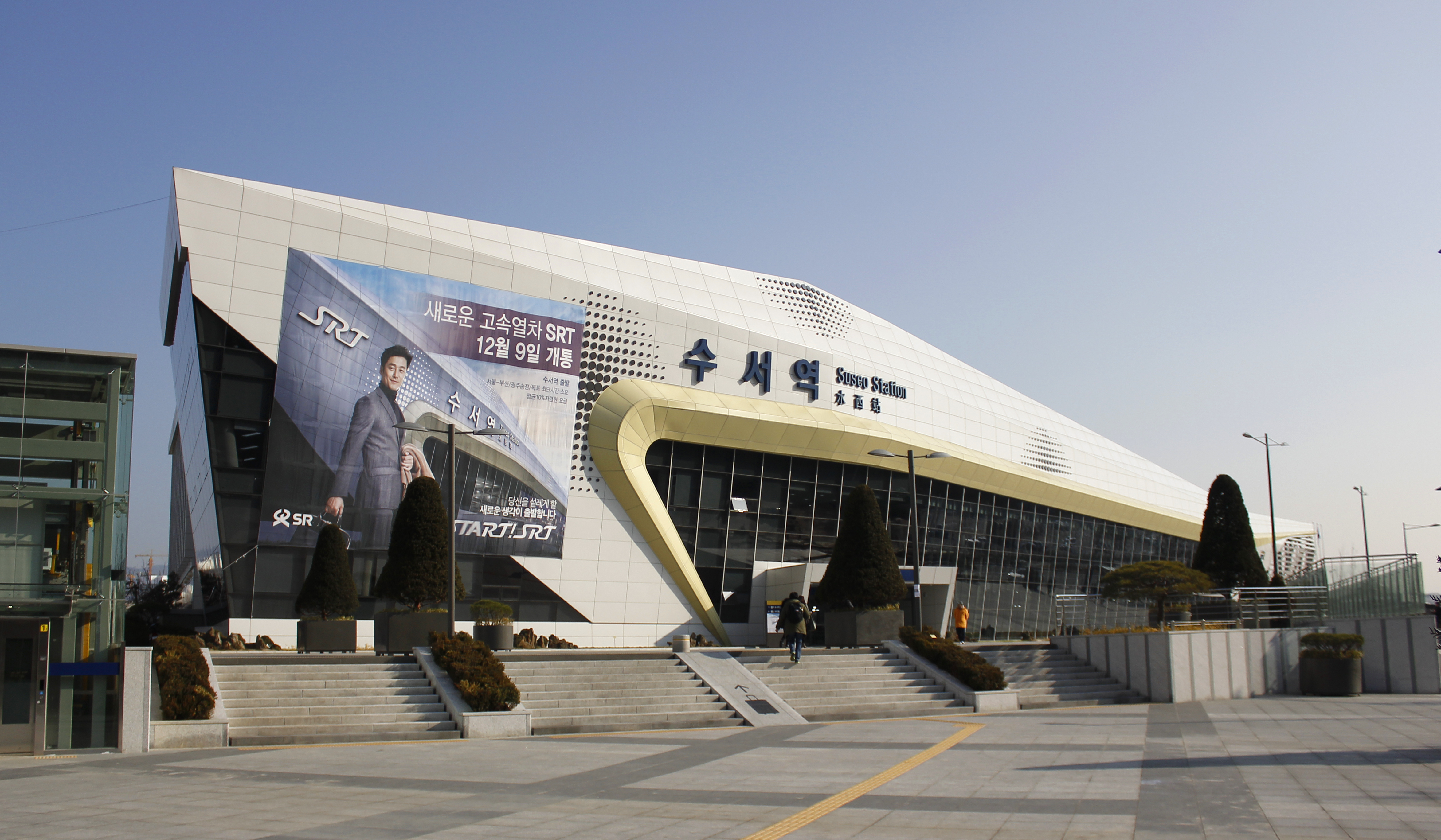
Le bâtiment.
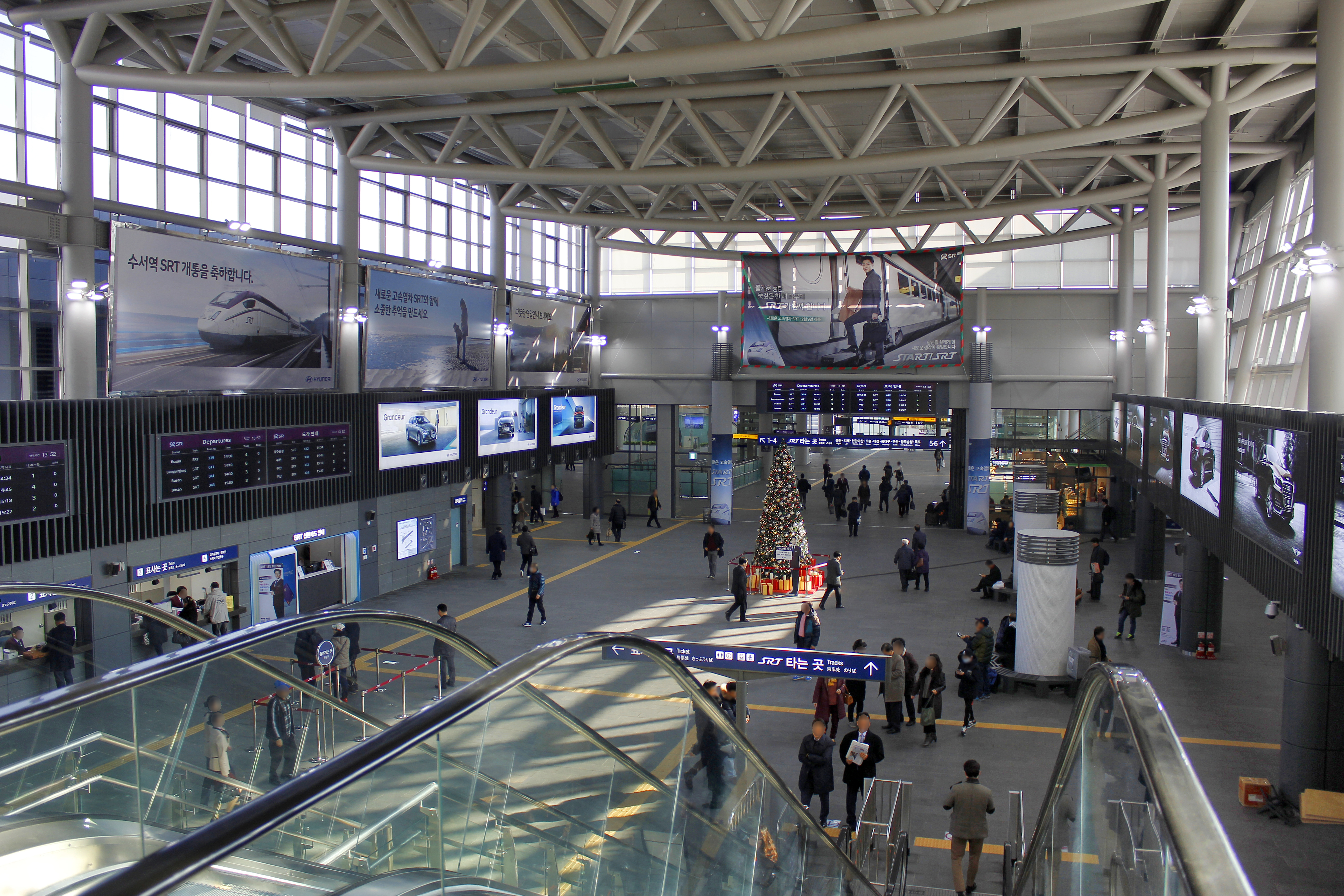
Le hall.
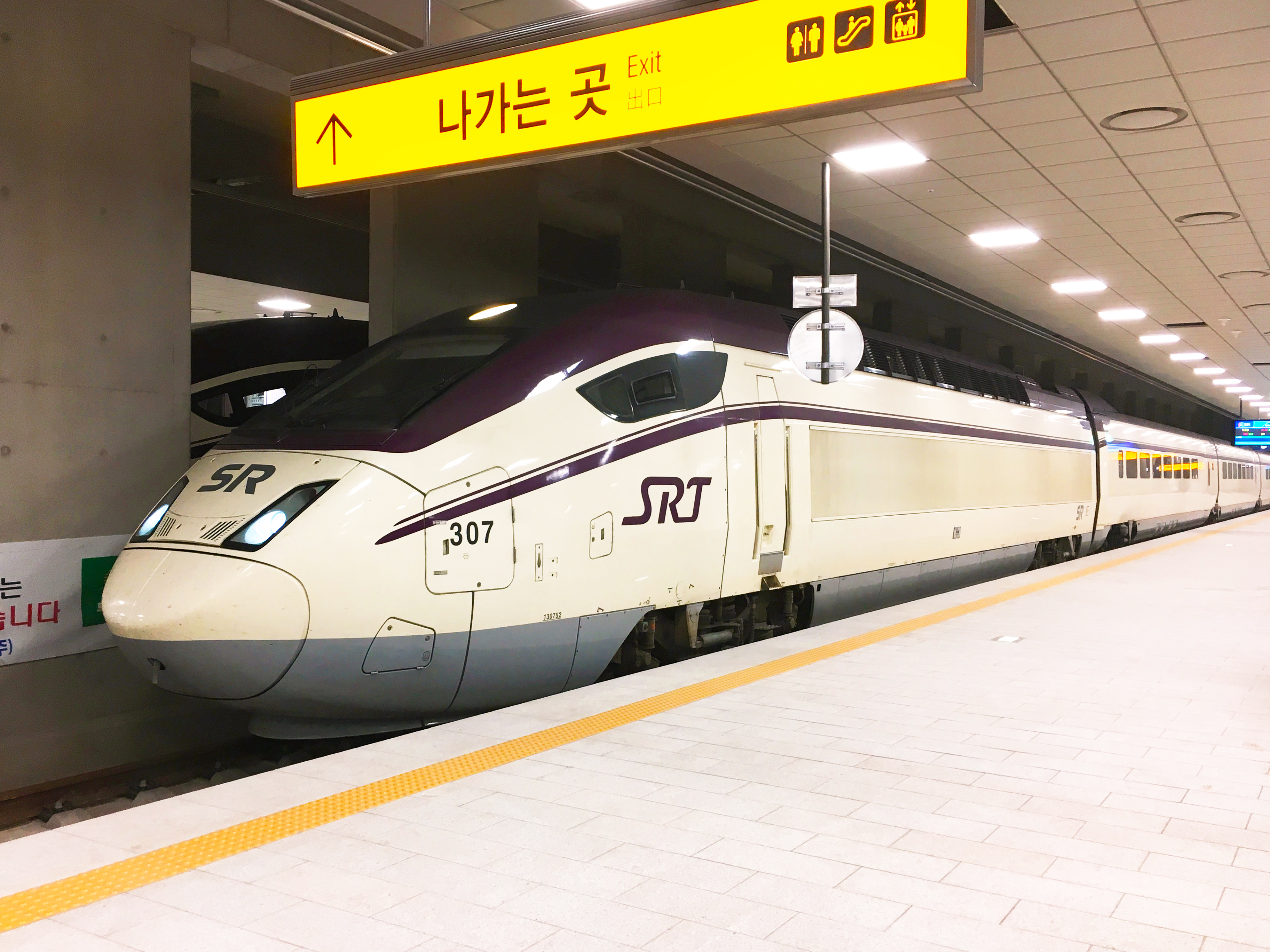
Un STR à quai.